# Гощанське городище
Гощанське городище — археологічна пам'ятка, городище давньоруського часу відноситься до територій Погорини  (нині на території смт Гоща Рівненської області).

## Розташування
Городище розміщується на північно-західній окраїні смт. Гоща, на мисоподібному виступі високого (8-9 м) правого берега р. Горині. 

## Опис
Укріплення складається з двох частин: невеликого мисового майданчика та прилеглого до нього з напільного боку значно більшого другого майданчика. Мисовий майданчик частково зруйнований кар’єром, збереглась лише його північна частина розмірами 55 x 65 м. Майданчик використовується під городи, оборонний вал і рів розорані, тому слабко простежуються в рельєфі. З північно-західної сторони на схилі помітно терасу, а на південному схилі зберігся відрізок валу. Другий майданчик розмірами 200 x 150 м, він частково використовується під городи, а частково забудований. Від продовження височини з північно-східної сторони великий майданчик був захищений ровом, котрий тепер майже повністю засипаний сміттям. Площа городища близько 2,3 га. Товщина культурного шару на дитинці коливається від 0,5 до 1,0 м, у підйомному матеріалі зустрічаються уламки гончарного посуду X-XIV ст.

## Дослідження
Городище досліджувалося Русановою І.П. та Кухаренком Ю.В. в 1955 році
 та експедицією під керівництвом Раппопорта П.О. в 1961 році 